# Indianapolis Symphony Orchestra

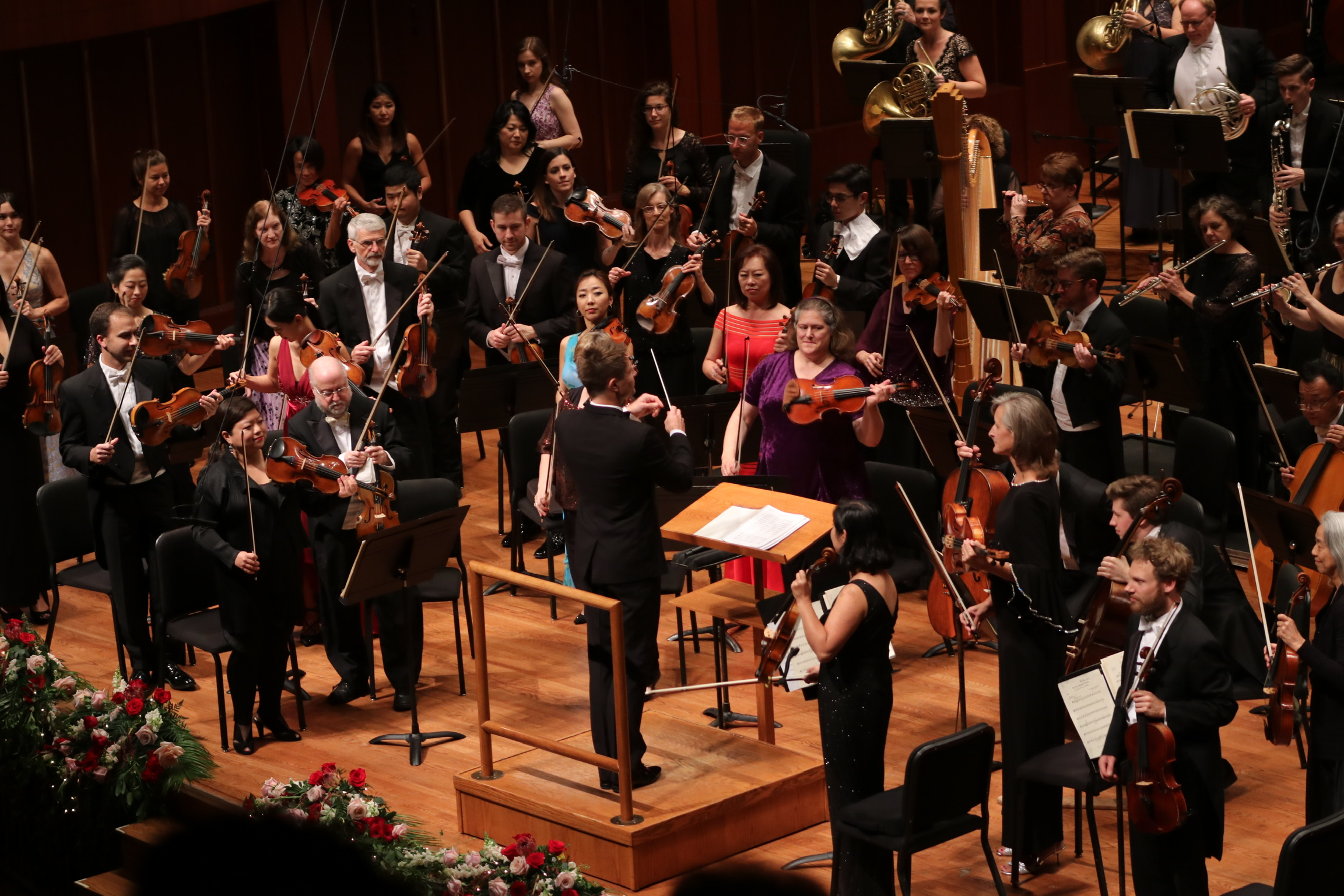
Indianapolis Symphony Orchestra (2019)

Das Indianapolis Symphony Orchestra aus Indianapolis ist eines der siebzehn großen Berufs-Orchester der USA. Es veranstaltet pro Saison 25 (meist dreimal wiederholte) Abonnement-Symphoniekonzerte. Dazu kommen weitere Veranstaltungen wie Opernaufführungen, aber auch eine sehr erfolgreiche Popreihe (mit Broadway- und Filmmusiken). Ungewöhnlich ist sein weltberühmtes Musikerziehungs-Programm für Kinder.
Von 2002 bis 2009 war Mario Venzago der Chefdirigent des Orchesters. Seit September 2011 nimmt der polnische Dirigent Krzysztof Urbański den Posten des Musikdirektors ein.